# マクラーレン・MP4/9
マクラーレンMP4/9 (McLaren MP4/9) はマクラーレンが、1994年のF1世界選手権に投入したフォーミュラ1カーである。1994年シーズン開幕戦から最終戦まで使用された。

## 概要
MP4/8の発展型で、アクティブサスペンションやトラクションコントロールなどのハイテク装置が禁止された新レギュレーションに対応したマシンである。デザイナーはニール・オートレイ、エアロダイナミシストはアンリ・デュランのコンビで設計した。
エンジンは前年のフォード・コスワース・HBV8エンジンに代わり、F1初参戦となるプジョーのワークスV10エンジンを搭載した。
車体のデザインはMP4/8のフロント部を継承し、プジョーエンジン搭載のため主に後部にモディファイを施したものである。注目されたのはクラッチペダルを廃してアクセルとブレーキのみの2ペダル化導入だった。レーススタートやピットアウト時のクラッチ操作はドライバーがステアリング・ホイール周辺に設置されたパドルを手で操作するようになった。2ペダルはクラッチペダルがあった場所に大型化されたブレーキペダルを置き、左足で操作する。右足のアクセルと同時に操作し加速時のマシンの荷重変化を減らすのが狙いであった。このほか、油圧式アジャスタブルディファレンシャルを開発して組み込むなどの新技術が盛り込まれた。マクラーレンはフライ・バイ・ワイヤを実戦投入していたが、同年のFIAによるハイテク規制によりレギュレーション違反を指摘される可能性を懸念し、'94年の開幕戦からは機械式リンケージに戻されている。
サスペンションアームはこれまでもフロントのみカーボンファイバー・コンポジット (CFRP)で作られていたが、MP4/9ではさらなる軽量化と剛性アップのため前後全てのアームがカーボン化された。
ボディワークでは、サイドポンツーンの前端がMP4/8ではコクピットサイドにあったが、MP4/9ではコクピットの後端まで後退。この小さなサイドポンツーンはコークボトルの絞り込みもきつくなっている。この構造を開幕前テストで見たパドック関係者は「ラジエーターが小さく、冷えなそうな配置とサイドポット形状」「オーバーヒートが多発するだろう」との懸念を示したが、開幕するとその懸念通りエンジン冷却に関連するトラブルが多発しリタイヤの山を築いた。
テストカーである1号車はサイドポンツーン前端が進行方向に対して直角になるように整形されているが、2号車以降は上から見たときに斜め向きとなっている。また、第5戦以降にボーテックスジェネレーターが禁止された影響で、大型のバージボードも本格的に装着された。これはMP4/8で初めて使用され、以後のマシンのトレンドとなっていくパーツであった。また、シェルとのスポンサー契約最後の年であり、翌年からはモービルへと変更された。

## シーズン
MP4/9のシャシー素性は、ドライバビリティに問題を持っていることがシーズン序盤から明らかになり、プジョーV10エンジンの信頼性も前半戦は著しく低かった。熱量問題から第2戦でラジエーターを大型化。第5戦スペインGPではミカ・ハッキネンが首位を走行し、彼にとってF1初優勝のチャンスが訪れたがエンジンブローによってその好機を逃した。第7戦フランスGPでは、プジョーにとって同国のライバルであるルノーの看板の前で2台ともエンジンブローを起こし、イギリスGPではスタート直後に、マーティン・ブランドルがエンジンブローとなるなどエンジンの問題により散々な結果が続いた。イギリスGPのブローはロケットのような赤い炎を噴き出し、ブランドルは後方グリッドにいたマーク・ブランデルを「危うく燻製にするところだった」と述べている。
後半戦からはプジョーの信頼性が向上し、表彰台にも8回登ったが、マクラーレンにとって1980年以来となる14年ぶりの未勝利シーズンに終わった。チーム監督のロン・デニスは複数年契約だったプジョーとの契約をこの1シーズンのみで打ち切り、翌年はイルモアが開発するメルセデスエンジンへと変更することをシーズン終了前に発表し、2シーズン連続のエンジンメーカー変更となった。

## スペック

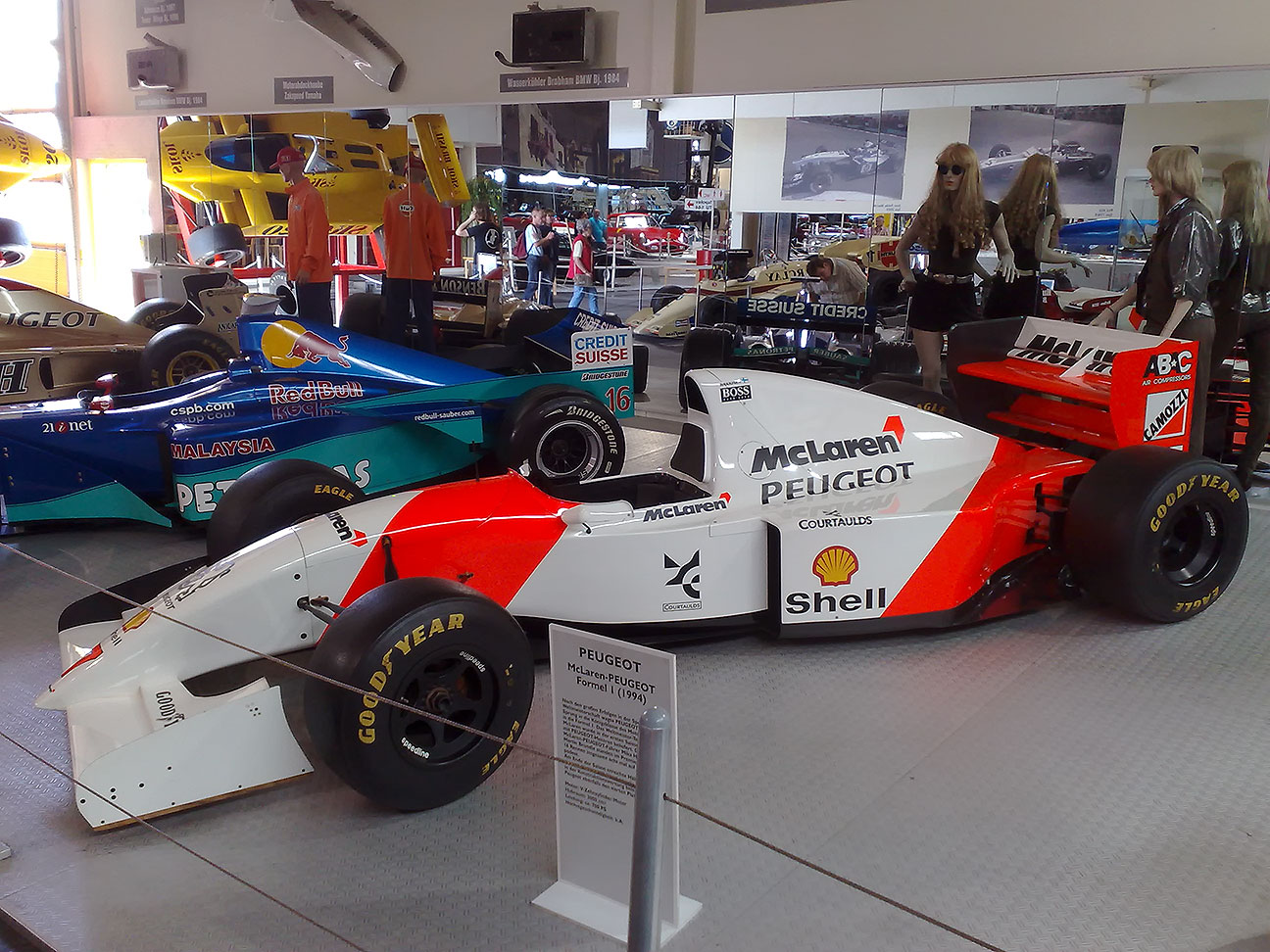
ミカ・ハッキネンがドライブしたMP4/9。サイドポンツーンがモノコックと垂直となっているのでテストカーの1号車であることがわかる。

### シャーシ
- シャーシ名 MP4/9
- クラッチ AP
- ブレーキキャリパー ブレンボ
- サスペンション F/Rプッシュロッド式パッシブ
- スプリングダンパー ビルシュタイン製
- ホイールベース 2,985ミリメートル
- フロント/リアトレッド 1,685/1,608ミリメートル
- ホイール スピードライン
- タイヤ グッドイヤー
- ギヤボックス 横置き6速セミオートマチック
- 総重量 515キログラム

### エンジン
- エンジン名 プジョーA6
- 気筒数・角度 V型10気筒自然吸気・72度
- 排気量 3,498cc
- スパークプラグ NGK
- 燃料・潤滑油 シェル
- マネージメントシステム TAGエレクトロニクス製
- 重量 133kg

## 記録
| 年   | No. | ドライバー             | 1   | 2   | 3   | 4   | 5   | 6   | 7   | 8   | 9   | 10  | 11  | 12  | 13  | 14  | 15  | 16  | ポイント | ランキング |
| ---- | --- | ---------------------- | --- | --- | --- | --- | --- | --- | --- | --- | --- | --- | --- | --- | --- | --- | --- | --- | -------- | ---------- |
| 1994 |     |                        | BRA | PAC | SMR | MON | ESP | CAN | FRA | GBR | GER | HUN | BEL | ITA | POR | EUR | JPN | AUS | 42       | 4位        |
| 1994 | 7   | ミカ・ハッキネン       | Ret | Ret | 3   | Ret | Ret | Ret | Ret | 3   | Ret | EX  | 2   | 3   | 3   | 3   | 7   | 12  | 42       | 4位        |
| 1994 | 7   | フィリップ・アリオー   |     |     |     |     |     |     |     |     |     | Ret |     |     |     |     |     |     | 42       | 4位        |
| 1994 | 8   | マーティン・ブランドル | Ret | Ret | 8   | 2   | 11  | Ret | Ret | Ret | Ret | 4   | Ret | 5   | 6   | Ret | Ret | 3   | 42       | 4位        |

- 数字は順位、太字はポールポジション、斜字はファステストラップ、Retはリタイア、EXは出場停止。(key)

ドライバーズランキング
- ミカ・ハッキネン　4位　26ポイント
- マーティン・ブランドル　7位　16ポイント
- フィリップ・アリオー　--位　0ポイント